# رمضان عباس‌اف
رمضان عباس‌اف (انگلیسی: Ramazan Abbasov؛ زادهٔ ۲۲ سپتامبر ۱۹۸۳) بازیکن فوتبال اهل اتحاد جماهیر شوروی سوسیالیستی است.
از باشگاه‌هایی که در آن بازی کرده‌است می‌توان به باشگاه فوتبال خزر لنکران، باشگاه فوتبال باکو، باشگاه فوتبال روان باکو، باشگاه فوتبال کپز، باشگاه فوتبال نفتچی باکو، باشگاه فوتبال مویک باکو، و باشگاه فوتبال سومقاییت اشاره کرد.
وی همچنین در تیم ملی فوتبال جمهوری آذربایجان بازی کرده‌است.